# Зейман
Зейман (от голландского Zee-man — морской человек, мореплаватель) — самоназвание кадет и гардемаринов Морского кадетского корпуса. Для них эта кадетская кличка была почетнее диплома — как писал в 1852 году в книге «История Морского кадетского корпуса» историк военно-морского флота, бывший гардемарин Феодосий Веселаго, «из этих „зейманов“ потом вышли великие гидрографы, кругосветные плаватели и знаменитые адмиралы». Название используется в художественно-исторической литературе о флоте и гардемаринах и мемуарах воспитанников корпуса.
В. В. Шигин пишет о том, что гардемарины разделялись на «теористов», изучавших астрономию и теорию кораблестроения и «астрономистов», изучавших навигацию и практическое судоходство, кличка применялась в основном к первым и считалась почетной.